# Kevon Carter
Kevon Carter (14. listopadu 1983 – 28. února 2014) byl fotbalový obránce z Trinidadu a Tobaga, který celou svou fotbalovou kariéru strávil v klubu Defence Force FC, se kterým v sezoně 2012/13 získal ligový titul.
Koncem února 2014 si po tréninku stěžoval na bolest v hrudníku. Utrpěl infarkt myokardu, kterému podlehl v pátek 28. února 2014. Po Akeemu Adamsovi to byl v krátké době další fotbalista Trinidadu a Tobaga, který zemřel na infarkt (Adams v prosinci 2013).

## Reprezentační kariéra
Kevon Carter reprezentoval Trinidad a Tobago. V A-týmu debutoval 2. března 2008 v přátelském utkání proti Guyaně (výhra 1:0). Přesný počet odehraných reprezentačních zápasů se liší, různé zdroje uvádí 25, 28, 29, 31.
Zúčastnil se Karibského poháru 2012 konaného v Antigui a Barbudě, kde Trinidad a Tobago podlehl ve finále Kubě 0:1 po prodloužení, a Zlatého poháru CONCACAF 2013 v USA (porážka 0:1 ve čtvrtfinále s Mexikem).